# Iwan Dutczak
Iwan Dutczak (ur. 5 września 1869 w Kosowie - zm. po 1927) – ukraiński polityk, poseł na Sejm I kadencji.

## Życiorys
Ukończył szkołę powszechną. Po odbyciu służby w artylerii austriackiej jako podoficer we Lwowie prowadził własne gospodarstwo we wsi Żabie. W latach 1908–1918 i od 1921 był wójtem gminy Żabie.
Był posłem na Sejm I kadencji, wybranym z listy nr 29 (Agrarna Ukraińska Chłopska Partia), okręg wyborczy nr 53 (Stanisławów) i  członkiem Klubu Ukraińsko-Włościańskiego (sekretarz). 
Losy po 1927 nie są znane.